# Напред (Гренландия)
 Тази статия е за партията в Гренландия.  За коалицията от 2009 г. в България вижте Напред (България).  
Напред (на гренландски: Siumut) е лявоцентристка социалдемократическа политическа партия в Гренландия.
Основана е през 1977 година и ръководи гренландското правителство от 1979 до 2009 година. През този период страната придобива все по-широка автономия от Дания.
На изборите през 2013 година Напред получава 43% от гласовете и 14 от 31 места в парламента и се очаква да се върне на власт в коалиция с по-малки партии.